# Nuraghe Funtana
Le nuraghe Funtana est un site archéologique de l'Âge du bronze, situé dans la frazione Sa Tanca 'e Sa Funtana de la commune de Ittireddu, dans la province de Sassari, en Sardaigne (Italie).

## Description
Le nuraghe Funtana est du type complexe. Il se compose d'une tour centrale et d'un bastion, avec deux tours secondaires renfermant une cour centrale. La tour principale a un diamètre de 18 m. L'entrée, qui mesure 0,80 × 1,20 m, est surmontée d'une architrave et d'une petite fenêtre.